# Madzia
Madzia (även Hamon, Haute Madzia) är en ort i Kongo-Brazzaville, som ligger i provinsen Pool. Området härjades svårt under inbördeskriget på 1990-talet. Här anlade Svenska missionsförbundet en missionsstation 1909, Madzia missionsstation.